# Minablatta bipustulata
Minablatta bipustulata es una especie de insecto blatodeo de la familia Blaberidae, subfamilia Blaberinae.

## Distribución geográfica
Se pueden encontrar en Brasil.

## Sinónimos
- Blatta bipustulata Thunberg, 1826.
- Blaberus bisignatus Toledo-Piza, 1960.